# Joan Cross
Joan Cross (7 de setembre de 1900 – 12 de desembre de 1993) fou una soprano anglesa, molt associada amb les òperes de Benjamin Britten. També va cantar en repertoris operístics italians i alemanys. Més tard esdevingué una administradora musical, agafant la direcció de la Sadler's Wells Opera Company, on tingué també molts alumnes entre elles la compatriota Anna Pollak.